# Euphagus
Euphagus és un dels gèneres d'ocells, de la família dels ictèrids (Icteridae).

## Taxonomia
Segons la classificació del Congrés Ornitològic Internacional (versió 15.1, 2025), aquest gènere conté dues espècies:
- Quíscal del Canadà (Euphagus carolinus Müller, PLS, 1776)
- Quíscal de Brewer (Euphagus cyanocephalus Wagler, 1829)